# Miconia phanerostila
Miconia phanerostila är en tvåhjärtbladig växtart som beskrevs av Pilg.. Miconia phanerostila ingår i släktet Miconia och familjen Melastomataceae. Inga underarter finns listade i Catalogue of Life.